# 三俣村 (新潟県)
三俣村（みつまたむら）は、かつて新潟県南魚沼郡にあった村。

## 沿革
- 1889年（明治22年）4月1日 - 町村制施行に伴い南魚沼郡三俣村が村制施行し、三俣村が発足。
- 1955年（昭和30年）3月31日 - 南魚沼郡湯沢村、神立村、土樽村、三国村と合併し、町制施行して湯沢町となり消滅。